# 리틀빅혼 전투
리틀빅혼 전투( - 戰鬪, 영어: Battle of the Little Bighorn, Battle of the Greasy Grass, Custer's Last Stand)는 1876년 6월 25일에서 6월 26일까지 지금의 몬태나주 리틀빅혼 카운티에서 라코타-샤이엔 원주민 연합과 미국 육군 7기병연대 간에 벌어진 전투이다. 미국-아메리카 원주민 전쟁사에서 가장 유명한 전투이며, 부족단위로 분열되어 있던 아메리카 원주민이 연합하여 미국에 대항하여 승리를 거둔 기념비적인 전투이다. 전투 이후 미국 측의 군사적 탄압이 강해져, 시팅 불 등은 캐나다로 근거지를 옮겨 대미 투쟁을 계속하였다.

## 개요
당시 미국 연방 정부에서 원주민에게 너그러운 정책을 취했던 그랜트 대통령과 원주민을 불신했던 반그랜트 파가 대립하고 있었다.
1874년, 미주리 군관구 사령관 필립 셰리든은 남북 전쟁에서 활약한 부하 조지 암스트롱 커스터에게 명령을 내려 인디언의 성지로 원정을 보냈다. 협정을 위반한 연방 정부에 인디언 측은 강한 불신을 가지게 되었다.
1874년 6월 크룩의 부대는 크레이지 호스의 부대와 전투를 벌이다 후퇴를 하였다. 커스터가 속한 테리 부대는 리틀 빅혼 강(그리시 그래스 강)을 거슬러 올라가 남하했다.
1876년 육군 장관 셔먼은 인디언 소탕군을 편성하였다. 커스터는 제7기병대의 연대장으로 참가를 하게 된다. 작전은 몬태나주 남동부의 수족의 본거지를 3개의 중대가 세 방향에서 포위하는 것이었다. 커스터 중대의 인디언 척후는 강가에 집결해 있던 인디언 부족들 약 1,500명의 티피 야영지를 발견했다. 알프레드 테리 장군, 존 기번 대령의 중대는 협공을 계획했고, 26일에 총공격을 하기로 하고 커스터 중대를 남쪽 상류에 파견하였다. 이 때 기번 대령은 커스터 중령에게 “너무 욕심 내지 말게! 인디언은 워낙 많이 있으니까”라고 조언했다. 커스터가 가장 신임하던 인디언 척후, 리족(아리카라 족)의 블러디 나이프 추장이나 수 족과 프랑스인 혼혈 척후 미치 부이어(모두 전사)도 “수 족이 너무 많으니까 조심하라”라고 몇 번이나 커스터에게 충고를 했다. 그들 척후는 전력 면에서 불리하기 때문에, 유품을 커스터에 맡기는 등 전사를 각오했다.
이 때 야영하고 있던 인디언 부족은 우호 동맹을 맺은 라코타 족과 다코타 수 족, 샤이엔 족, 아라파호 족의 연합군에서 골(수 족), 크레이지 호스(수 족), 투 문즈(샤이엔 족) 등의 저명한 전사가 참가했다. 그들은 종교 행사 썬 댄스가 한창일 동안 백인의 보류지 정책에 대한 향후 방침을 합의하기 위해 티피에서 연일 토론이 이루어지고 있었다. 그들의 측면을 흐르는 강은 기름진 잔디가 자라고 있었기 때문에 인디언들은 ‘기름진 잔디 강(Greasy Grass 강)’이라고 부르고 있었다.
6월 25일 일요일 정오 경, 커스터 부대는 인디언 야영지 근처에 도착했다. 한편 인디언 측도 이미 정탐꾼의 보고로 커스터 부대가 접근하고 있다는 것을 알고 있었다. 아침부터 그들의 야영지 곳곳에는 근접전에 대비하여 만전의 준비를 하고 있었으며, 전령이 돌아다니며 알리고 있었다. 인디언들은 밤늦게까지 댄스에 참여하여 늦은 아침까지 자고 있는 경우도 많았다. 낮 무렵이 되면 더위 때문에 인디언들은 움직임을 멈추고 한가롭게 말에 잔디를 먹이거나, 젊은 전사들은 강에서 목욕을 하고 있었다.(블랙 엘크, 우든 레그, 아이언 호크 등의 증언)

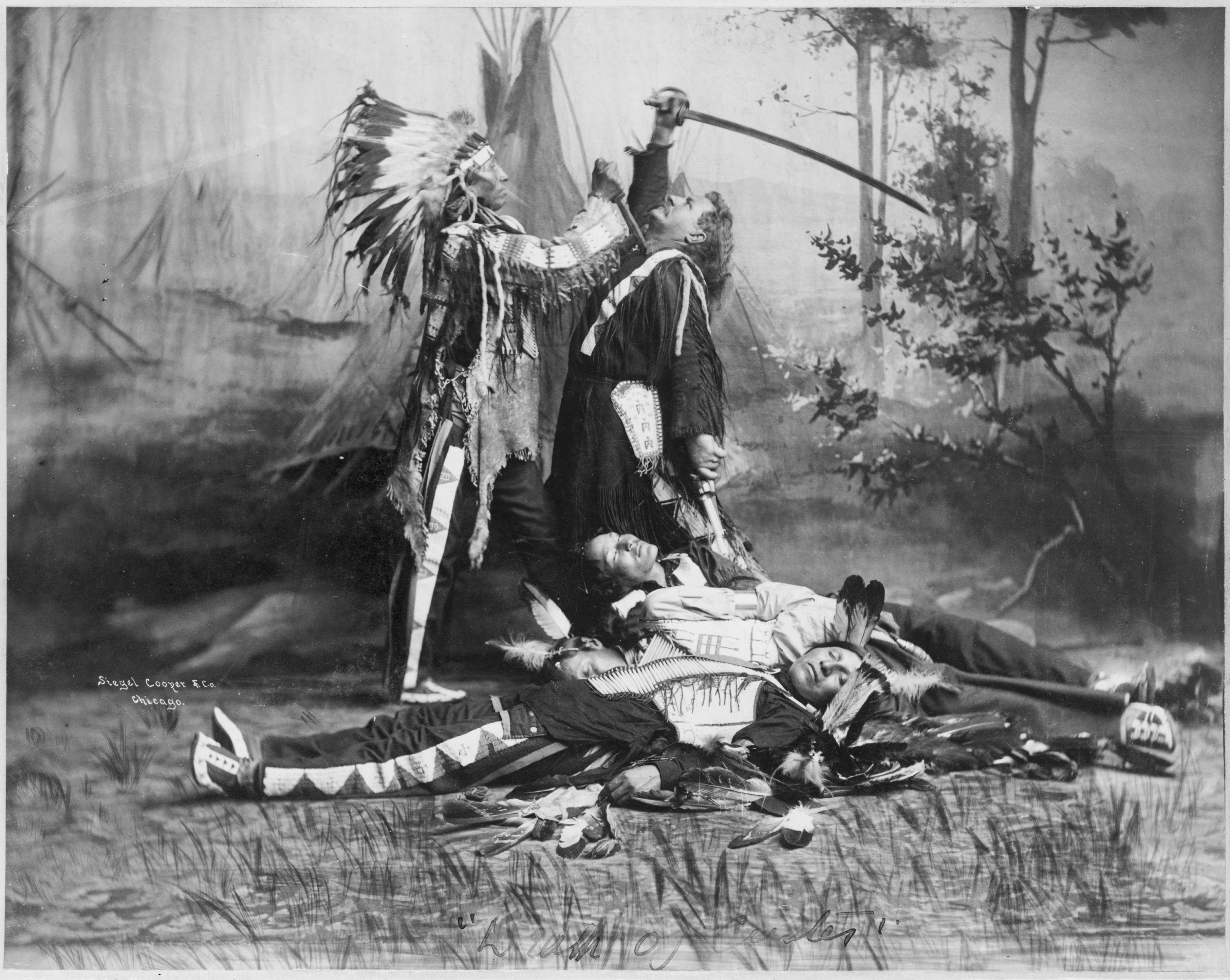
커스터의 죽음을 묘사한 보드빌 쇼 Wild West Shows의 한 장면. 무표정하게 커스터의 목을 따는 시팅불과, 죽어가는 커스터의 발치에 인디언들의 시체가 쌓여 있는 이 사진은, 인디언 토벌 전쟁을 극적으로 묘사하고 있다. 1905년 촬영.

## 관련 저서
- Richard Hook, 《Warriors at the Little Bighorn 1876》, Osprey Publishing, 2004년 4월 1일
- Mari Sandoz, 《The Battle of the Little Bighorn》,  Bison Books, 2022년 3월 1일(2판; 1966(1판))

## 같이 보기
- 미국 인디언 전쟁
- 로즈버드 계곡 전투